# Zapornikova dilema
Zapornikova dilema je v teoriji iger igra z neničelno vsoto, v kateri nastopata dva igralca, zapornika.
Policija je aretirala dva človeka A in B, ki sta osumljena, da sta skupaj zagrešila rop (zločin) in ju zaprla v ločeni celici. Ni jima dovoljeno, da bi komunicirala drug z drugim. Dejansko sta zločin tudi zagrešila, policija pa tega ne more dokazati. Policija ima dovolj podatkov za 2-letno kazen (posedovanje orožja, manjši prekrški), želi pa dokončno zaključiti primer s priznanjem, ki bi vsaj enega za dalj časa poslalo v ječo, vendar bi moral vsaj eden priznati. Oba vesta naslednje:
- Lahko ali priznaš, da si storil zločin, ali pa ne priznaš.
- Če eden od vaju prizna, drugi pa ne, potem tisti, ki je priznal, dobi 1 leto; tisti, ki pa ni priznal, pa bo šel v ječo za štiri leta.
- Če oba priznata, potem bosta oba šla v ječo za tri leta.
- Če nobeden od vaju ne prizna, potem imamo dovolj podatkov, da dobita oba po 2 leti.

Kaj naj storita? Ali se splača izdati drugega?